# Unorthodox
Unorthodox (с англ. — «Неортодоксальный») — второй студийный альбом шведской дэт-метал группы Edge of Sanity, вышедший на лейбле Black Mark Productions. В отличие от дебюта группы, на Unorthodox группа начала привносить более прогрессивные для своего жанра идеи, использовав в записи классическую гитару, виолончель и фортепиано. Unorthodox является одним из первых дэт-метал альбомов, на котором использовался чистый вокал. Музыкальные критики положительно встретили изменения в звучании группы, а Кристиан Поп с портала Metal.de, называл Unorthodox первым «классическим» альбомом Edge of Sanity.

## Создание
Готовясь к записи в своего второго лонгплея, квинтет подготовил демо Dead But Dreaming. Как и в случае с предыдущим альбомом, сессии его звукозаписи проходили в стокгольмской студии Montezuma, несмотря на то что музыканты остались очень недовольны первым опытом сотрудничества с ней. По воспоминаниям лидера шведского коллектива Дана Сванё, Montezuma предоставляла их звукозаписывающему лейблу Black Mark Productions значительную скидку. Как следствие, все группы, подписанные Black Mark, были вынуждены пользоваться услугами Montezuma в ультимативном порядке.
Тем не менее, в этот раз качество записи оказалось намного лучше. Сванё объясняет это следующим образом: «Причина, по которой Unorthodox звучит так превосходно по сравнению с нашим дебютом заключается преимущественно в том, что я участвовал в продюсировании с самого начала. Я был одержим идеей сделать так, чтобы альбом звучал настолько хорошо, насколько способна студия. Мы привезли всё своё оборудование, и я был очень активен во время сведения».

## Музыкальный стиль
На Unorthodox группа начала экспериментировать со своим звучанием. Несмотря на то, что в альбоме всё ещё представлено достаточное количество агрессивных и динамичных песен в стиле традиционного дэт-метала, некоторые песни демонстрируют более прогрессивный подход в написании, и в записи этой пластинки Edge of Sanity использовали классическую гитару, виолончель и фортепиано, также впервые в дискографии коллектива использовался чистый вокал.
Наиболее наглядной иллюстрацией эволюции их музыки является семиминутная «дэт-метал-оперетта» «Enigma», разделённая на три части (названные группой «псалмами») песня, в которой музыканты исполняют роли нескольких персонажей: Андреас Акселлсон исполняет партии «Священника» (англ. The Priest), Дан Сванё играет роль «Неортодоксального/Проповедника» (англ. The Unorthodox/The Preacher), а приглашённая вокалистка Ясмина Молеро поёт партию «Ведьмы» (англ. The Witch). Партия «Проповедника» должна была исполняться всей группой хором, многократно наложенным друг на друга. Однако из-за короткого студийного времени по итогу был использован единственный дубль чистого вокала Сванё, который записал его только для того, чтобы показать остальным музыкантам их вокальную партию. И хотя на всех остальных песнях использовался гроулинг, благодаря этому фрагменту на «Enigma» Unorthodox считается одним из самых ранних примеров дэт-метал альбомов, на которых в принципе применялся чистый вокал.
Другой «революционной» песней является завершающая «When All Is Said», названная редактором портала Metal.de Кристианом Попом «дэт-балладой». Медленная песня с мрачными мелодиями включает в себя партии фортепиано и виолончели и демонстрирует направление, в котором Edge of Sanity будут развиваться на следующем альбоме, The Spectral Sorrows. Инструментальная композиция «Requiscon by Pace» является «Этюдом ми-минор» испанского классического гитариста и композитора Фернандо Сора (1778—1829).
Дан Сванё неоднократно упоминал, что это его любимый альбом Edge of Sanity, отдельно признаваясь в любви к песне «Enigma»: «„Enigma“ — это просто превосходный трек […] мы никогда не напишем лучшей песни».

## Отзывы критиков
| Оценки критиков | Оценки критиков |
| Источник        | Оценка          |
| --------------- | --------------- |
| AllMusic        | [ 5 ]           |
| Metal Hammer    | [ 12 ]          |
| Rock City       | [ 13 ]          |
| Rock Hard       | [ 14 ]          |

Критиками и слушателями были положительно встречены эксперименты, предпринятые группой на своём альбоме, и резко возросшее качество звучания и музыкального материала. Франк Альбрехт в своей рецензии 1992 года поставил Unorthodox 8 баллов из 10, отметив возросшие композиционные способности группы и похвалив их за желание привнести в жанр новые идеи. Обозреватели российского журнала Rock City оценили работу шведского квинтета в 4 балла из 5, заметив, что «основная ценность материала — в искренности музыкантов». На составителей специального приложения к этому же печатному изданию пластинка также произвела впечатление: «Скрежещущая скорость, агрессия и локальная жестокость характеризуют истерические номера: „Enigma“, „Dead But Dreaming“ и „Everlasting“ — лучшие опусы этого богохульства. Причём, тембральная окраска гитар один в один, как у Entombed». С такими выводами согласились и специалисты немецкого Metal Hammer: «Ещё одна запись шведского дэт-метала, которая действительно хороша, несмотря на то, что очень сильно напоминает звучание Entombed».
Эдуардо Ривадавия в ретроспективном обзоре для американской базы данных AllMusic писал, что название пластинки говорит само за себя: «группа быстро приступила к доказательству того, что они были кем угодно, но только не сборищем пуристов дэт-метала, похожих на соотечественников, таких как Unleashed или Carnage». По его мнению, в записи соблюдается крепкий баланс классического и более прогрессивного дэт-метала, благодаря которому Unorthodox сможет угодить многим фанатам жанра.
«Альбом получился именно таким, как я хотел. Он звучал так хорошо, я был доволен текстом, и каждый рифф был убийственным. В каком-то смысле я достиг всего, чего хотел с дэт-металом. Думаю, он был началом конца Edge of Sanity. Я чувствовал, что никогда не смогу сравниться с тем, что мы тогда сделали, поэтому постепенно начал терять интерес к группе. Я начал сосредотачиваться на других проектах и на своей студии».
В обзоре интернет-поратала Metal.de Кристиан Поп также подчёркивал начатые группой эксперименты, отдельно отмечая «Enigma», в которой «уже есть все элементы, присущие поздним альбомам Edge of Sanity». В итоге он назвал Unorthodox первым релизом, который следует приобрести слушателям, только знакомящимся с группой, и первым «классическим» альбомом группы.
Дэниел Экерот, автор книги «Swedish Death Metal», плотность звучания назвал невероятной. Особенно в свете того, что большая часть альбома была записана вживую. «Лучше всего звучат вокал Дана Сванё и игра на барабанах Бенни Ларссона, — пишет Экерот, — Обоих теперь можно было назвать мастерами жанра». Писатель вспоминает, что во время выхода работы слушатели были поражены вставками чистого вокала Сванё: «Это было дерзко и неслыханно на альбоме, который по-прежнему оставался чистым дэт-металом. Unorthodox — это идеальное сочетание меланхоличных мелодий и брутальности». В то же время, обратной стороной великолепного результата было начало осознания лидером музыкального коллектива пределов развития выбранного направления и пресыщения достигнутым.

## Список композиций
Оригинальное издание на виниловой пластинке содержало всего 12 песен, «Beyond the Unknown» и «The Day of Maturity» (с демозаписи Kur-Nu-Gi-A) были записаны как бонус-треки для CD-версии.
| №                   | Название                                                                                  | Текст песни         | Музыка                                     | Длительность |
| ------------------- | ----------------------------------------------------------------------------------------- | ------------------- | ------------------------------------------ | ------------ |
| 1.                  | «The Unorthodox»                                                                          | Андреас Акселлсон   | Дан Сванё, Андреас Акселлсон, Сами Нерберг | 0:38         |
| 2.                  | «Enigma» - a) «The Blessing» - b) «Celestial Dissension» - c) «The Loss of Hallowed Life» | Сванё               | Сванё, Акселлсон, Нерберг                  | 7:06         |
| 3.                  | «Incipience to the Butchery»                                                              | Сванё               | Сванё, Нерберг                             | 2:00         |
| 4.                  | «In the Veins / Darker Than Black»                                                        | Акселлсон, Нерберг  | Сванё, Акселлсон, Нерберг                  | 4:42         |
| 5.                  | «Everlasting (Epidemic Reign Part III)»                                                   | Сванё               | Сванё, Акселлсон                           | 5:34         |
| 6.                  | «After Afterlife»                                                                         | Сванё               | Сванё, Акселлсон, Нерберг                  | 4:37         |
| 7.                  | «Beyond the Unknown»                                                                      | Акселлсон           | Сванё, Нерберг                             | 3:51         |
| 8.                  | «Nocturnal»                                                                               | Акселлсон           | Сванё, Акселлсон, Нерберг                  | 5:36         |
| 9.                  | «A Curfew for the Damned (…Blind Belief)»                                                 | Сванё, Акселлсон    | Акселлсон, Нерберг, Сванё                  | 4:31         |
| 10.                 | «Cold Sun (Epidemic Reign Part IV)»                                                       | Сванё               | Нерберг, Сванё                             | 2:54         |
| 11.                 | «The Day of Maturity»                                                                     | Акселлсон           | Акселлсон, Сванё, Нерберг                  | 3:45         |
| 12.                 | «Requiscon by Pace» (инструментальная)                                                    |                     | Фернандо Сор                               | 1:24         |
| 13.                 | «Dead But Dreaming»                                                                       | Акселлсон           | Акселлсон, Сванё                           | 4:04         |
| 14.                 | «When All Is Said»                                                                        | Дж. Д. К. Пеллоу    | Сванё                                      | 6:53         |
| Общая длительность: | Общая длительность:                                                                       | Общая длительность: | Общая длительность:                        | 57:34        |

| №                   | Название            | Текст песни         | Музыка                    | Длительность |
| ------------------- | ------------------- | ------------------- | ------------------------- | ------------ |
| 15.                 | «Human Aberration»  | Сванё               | Сванё, Акселлсон, Нерберг | 3:41         |
| Общая длительность: | Общая длительность: | Общая длительность: | Общая длительность:       | 61:16        |

## Участники записи
| Edge of Sanity - Дан Сванё — вокал, фортепиано, синтезатор, сведение - Андреас Акселлсон — гитара, дополнительный вокал - Сами Нерберг — гитара, дополнительный вокал - Андерс Линдберг — бас-гитара - Бенни Ларссон — ударные, перкуссия | Приглашённые музыканты - Ясмина Молеро — дополнительный вокал на «Enigma» - Андерс Мореби — классическая гитара, виолончель Производственный персонал - Бёрье «Босс» Форсберг — исполнительный продюсер - Рекс Гисслен — сведение, звукоинженер, звуковые эффекты - Барт Меганк — обложка |